# Championnats de la Barbade de cyclisme sur route
Les championnats de la Barbade de cyclisme sur route sont les championnats nationaux de cyclisme sur route organisés dans le micro-État de la Barbade, dans les Caraïbes.

## Hommes

### Podiums de la course en ligne
| Année | Vainqueur            | Deuxième           | Troisième            |
| ----- | -------------------- | ------------------ | -------------------- |
| 2010  | Simon Clarke         | Jason Perryman     | Darren Matthews (de) |
| 2011  | Darren Matthews (de) | Jason Perryman     | Philip Clarke        |
| 2012  | Mario Forde          | John Turton        | Jamol Eastmond       |
| 2013  | Jamol Eastmond       | Jason Perryman     | Philip Clarke        |
| 2014  | Philip Clarke        | Jason Perryman     | Jamol Eastmond       |
| 2015  | Darren Matthews (de) | Philip Clarke      | Russell Elcock       |
| 2016  | Joshua Kelly         | Russell Elcock     | Jamol Eastmond       |
| 2017  | Gregory Vanderpool   |                    |                      |
| 2018  | Jacob Kelly          | Jamol Eastmond     | Joshua Kelly         |
| 2019  | Gregory Vanderpool   | Joshua Kelly       | Edwin Sutherland     |
| 2020  | Joshua Kelly         | Jacob Kelly        | Edwin Sutherland     |
| 2021  | Philip Clarke        | Jamol Eastmond     | Joshua Kelly         |
| 2022  | Gregory Vanderpool   | Jamol Eastmond     | Joshua Kelly         |
| 2023  | Edwin Sutherland     | Joshua Kelly       | Dominic Howard       |
| 2024  | Joshua Kelly         | Gregory Vanderpool | Philip Clarke        |
| 2025  | Gregory Vanderpool   | Russell Elcock     | Philip Clarke        |

Multi-titrés
- 4 : Gregory Vanderpool
- 3 : Joshua Kelly
- 2 : Darren Matthews (de), Philip Clarke

### Podiums du contre-la-montre
| Année | Vainqueur            | Deuxième             | Troisième            |
| ----- | -------------------- | -------------------- | -------------------- |
| 2010  | Darren Matthews (de) | Mario Forde          | Simon Clarke         |
| 2011  | Russell Elcock       | Darren Matthews (de) | Ian Maynard          |
| 2012  | Russell Elcock       | Jamol Eastmond       | Ian Maynard          |
| 2013  | Russell Elcock       | Jamol Eastmond       | Jason Perryman       |
| 2014  | Russell Elcock       | Ian Maynard          | Wayne Cummins        |
| 2015  | Russell Elcock       | Joshua Kelly         | Darren Matthews (de) |
| 2016  | Russell Elcock       | Joshua Kelly         | Jesse Kelly          |
| 2017  | Jesse Kelly          | Russell Elcock       | Wayne Edwards        |
| 2018  | Joshua Kelly         | Jacob Kelly          | Edwin Sutherland     |
| 2019  | Joshua Kelly         | Jacob Kelly          | Edwin Sutherland     |
| 2020  | Joshua Kelly         | Russell Elcock       | Jacob Kelly          |
| 2021  | Jacob Kelly          | Joshua Kelly         | Oien Josiah          |
| 2022  | Jacob Kelly          |                      |                      |
| 2023  | Joshua Kelly         | Jacob Kelly          | Mark Thompson        |
| 2024  | Jacob Kelly          | Dominic Howard       | Liam Hutchinson      |
| 2025  | Jacob Kelly          | Russell Elcock       | Dominic Howard       |

Multi-titrés
- 6 : Russell Elcock
- 4 : Joshua Kelly, Jacob Kelly

## Femmes

### Podiums de la course en ligne
| Année | Vainqueur              | Deuxième        | Troisième        |
| ----- | ---------------------- | --------------- | ---------------- |
| 2012  | Esther Miller-Rosemont |                 |                  |
| 2013  | Esther Miller-Rosemont |                 |                  |
| 2019  | Krissi McKinney        | Joanna Edghill  | Nicole Bayley    |
| 2020  | Amber Joseph           | Krissi McKinney | Amy Cox          |
| 2021  | Amber Joseph           | Nicole Scott    | Natalie Licorish |
| 2022  |                        |                 |                  |
| 2023  | Amber Joseph           | Danielle Hinds  |                  |
| 2024  | Amber Joseph           | Danielle Hinds  |                  |

Multi-titrées
- 2 : Esther Miller-Rosemont, Amber Joseph

### Podiums du contre-la-montre
| Année | Vainqueur              | Deuxième         | Troisième     |
| ----- | ---------------------- | ---------------- | ------------- |
| 2012  | Esther Miller-Rosemont |                  |               |
| 2013  | Esther Miller-Rosemont |                  |               |
| 2019  | Krissi McKinney        | Amy Cox          | Nicole Bayley |
| 2020  | Amber Joseph           | Krissi McKinney  | Amy Cox       |
| 2021  | Amber Joseph           | Nicole Scott     |               |
| 2022  | Amber Joseph           | Marissa Bradshaw |               |
| 2023  | Amber Joseph           | Danielle Hinds   |               |
| 2024  | Amber Joseph           |                  |               |

Multi-titrées
- 3 : Amber Joseph
- 2 : Esther Miller-Rosemont

## Juniors Hommes

### Podiums de la course en ligne
| Année | Vainqueur       | Deuxième        | Troisième      |
| ----- | --------------- | --------------- | -------------- |
| 2010  | Russell Elcock  |                 |                |
| 2011  | Russell Elcock  |                 |                |
| 2018  | Kyle Gill       |                 |                |
| 2020  | Adam Marshall   | Lucas Austin    |                |
| 2021  | Adam Marshall   | Renneil Broomes |                |
| 2023  | Matthew Dacosta | Liam Hutchinson | Daniel Lashley |
| 2024  | Daniel Lashley  |                 |                |

Multi-titrés
- 2 : Russell Elcock, Adam Marshall

### Podiums du contre-la-montre
| Année | Vainqueur       | Deuxième        | Troisième       |
| ----- | --------------- | --------------- | --------------- |
| 2010  | Russell Elcock  |                 |                 |
| 2011  | Russell Elcock  |                 |                 |
| 2016  | Jacob Kelly     |                 |                 |
| 2018  | Kyle Gale       |                 |                 |
| 2019  | Yohann Haynes   |                 |                 |
| 2020  | Adam Marshall   | Niel Skinner    | Lucus Austin    |
| 2021  | Adam Marshall   | Renneil Broomes |                 |
| 2023  | Matthew Dacosta | Daniel Lashley  | Liam Hutchinson |
| 2024  | Daniel Lashley  |                 |                 |

Multi-titrés
- 2 : Russell Elcock, Adam Marshall